# 뷰타클로르
뷰타클로르(Butachlor)는 아세트아닐리드 계열의 제초제이다. 이 물질은 선택적 제초제로 사용된다. 인도에서는 이 물질이 등장한 이후 제초제로서 쌀의 과립 형태로 광범위하게 사용되고 있다.